# Baby on Baby
Baby on Baby is het debuut-studioalbum van de Amerikaanse rapper DaBaby. Het album werd op 1 maart 2019 uitgebracht op het label Interscope Records. Baby on Baby debuteerde op plaats 25 in de Billboard 200 en belandde uiteindelijk op de zevende plaats. De single Suge debuteerde op 13 april 2019 op plaats 87 in de Billboard Hot 100 en piekte eveneens op plaats zeven. In de Hot R&B/Hip-Hop Songs kwam het nummer op plaats vijf terecht. Op 15 mei 2019 werd Suge vanwege meer dan 500.000 digitale aankopen goud.
Voor het album werkte DaBaby samen met Offset, Rich Homie Quan, Rich the Kid en Stunna 4 Vegas.